# Pycnothele rubra
Espèce
Pycnothele rubra est une espèce d'araignées mygalomorphes de la famille des Pycnothelidae.

## Distribution
Cette espèce est endémique de l'État de São Paulo au Brésil,. Elle se rencontre dans la forêt atlantique.

## Description
Le mâle holotype mesure 19,00 mm et la femelle paratype 28,70 mm.

## Publication originale
- Passanha, Indicatti, Brescovit & Lucas, 2014 : Revision of the spider genus Pycnothele (Araneae, Nemesiidae). Iheringia, Série Zoologia, vol. 104, no 2, p. 228-251 (texte intégral).